# Kp (digráf)
A kp a k és a p latin betűk felhasználásával létrejött digráf.

## Nyelvészet
A digráfot több afrikai nyelv is használja a nemzetközi fonetikai ábécé /k͡p/ hangjának a jelölésére.

## Informatikai megjelenítés
A többi digráfhoz hasonlóan a kp-nek sincs olyan megjelenítése, mely egy jelként kezelné. A k és a p billentyűk lenyomásával állítható elő a digráf. 

## Lásd még
- Digráf

## Fordítás
- Ez a szócikk részben vagy egészben  a    Kp (digramme) című francia Wikipédia-szócikk ezen változatának fordításán alapul.  Az eredeti cikk szerkesztőit annak laptörténete sorolja fel. Ez a jelzés csupán a megfogalmazás eredetét és a szerzői jogokat jelzi, nem szolgál a cikkben szereplő információk forrásmegjelöléseként.